# Anja Leskovšek
Anja Leskovšek, slovenska alpska smučarka, * 1965.
Kot prva slovenska smučarka je osvojila naslov svetovne mladinske prvakinje leta 1982 v slalomu, v veleslalomu je osvojila srebrno medaljo. Trikrat je nastopila na svetovnih prvenstvih, najboljši rezultat je dosegla leta 1982, ko je osvojila deseto mesto v kombinaciji. V svetovnem pokalu je tekmovala pet sezon med letoma 1981 in 1985, najboljšo uvrstitev je dosegla 11. marca 1984 s šestim mestom na veleslalomu v Waterville Valleyju.